# Plane (Fluss)
Die Plane ist ein linker, rund 61 km langer Nebenfluss der Havel in Brandenburg (Deutschland). Ihr Einzugsgebiet hat eine Fläche von 639 km². Sie ist das größte der vier bedeutenden natürlichen Fließgewässer auf der Nordseite des Hohen Fläming, zu denen neben der Plane ihr Nebenfluss Temnitz, die Buckau und das Verlorenwasser gehören.

## Name
Nach Sophie Wauer stammt der Name Plane vom altpolabischen plony und bezeichnet einen Fluss, der in der Ebene fließt. Plony bezieht sich auf ein ebenes, flaches und unfruchtbares Gelände. Ortsansässige Slawen waren im Gau Ploni beheimatet. Nach dem Fluss war das Dorf Planow westlich des Flusslaufes zwischen Reckahn und Göttin benannt, welches in einer Schenkungsurkunde von Markgraf Otto dem Langen an die Neustadt (Brandenburg an der Havel) 1297 erstmals erwähnt und schon im Landbuch Karls IV. von 1375 als wüst gefallen (tota deserta) geschildert wurde.

## Flusslauf
Sie entspringt im Landkreis Potsdam-Mittelmark in der Gemeinde Rabenstein, die im Naturpark Hoher Fläming liegt. Dort befindet sich ihre Quelle rund 10 km westlich von Niemegk und nur knapp 2 km westlich von Raben. Dabei handelt es sich jedoch nicht um eine definierte Quelle, sondern um ein sumpfiges Quellgebiet.
Zunächst fließt die Plane an Raben am Fuße der Burg Rabenstein vorbei und passiert danach Rädigke, das älteste Dorf des Flämings. Danach fließt sie in Richtung Norden, so dass sie einige Kilometer weiter in das Baruther Urstromtal mündet. Auf den Boden des Urstromtales hat sie einen Schwemmfächer geschüttet, der die Anlage der Siedlungen Linthe und Brück ermöglichte. Am Beginn des Schwemmfächers gibt es bei der Wassermühle von Gömnigk eine Flussbifurkation. Hier zweigt nach rechts die Kleine Plane ab, deren Wasser über die Nieplitz der Nuthe zufließt. Nördlich des Urstromtales und des Flusslaufs erhebt sich die Hochfläche der Zauche. Die Plane fließt durch die Belziger Landschaftswiesen nach Golzow, um dann rund zwanzig Kilometer nördlich in den Breitlingsee zu münden. Dieser See, durch den die Havel fließt, liegt westlich von Brandenburg an der Havel. Kurz vor der Einmündung nimmt sie im künstlich geschaffenen Mündungsgebiet ihren größten Nebenfluss, die Temnitz beziehungsweise den Sandfurthgraben, wie das Gewässer im Unterlauf heißt, auf.
Auf Grund des verhältnismäßig hohen Materialeintrages der Plane in die Havel, wurde der Endabschnitt des Flusses zwischen Wilhelmsdorfer Landstraße und der Havel im 19. Jahrhundert in Richtung West zu Süd (WzS) künstlich abgebogen und die Mündung 300 m südlich des Havelgemündes in den Breitlingsee geschaffen. Diese Arbeiten erwiesen sich als notwendig, weil die damals noch über den Flusslauf der Havel führende gewerbliche Schifffahrt durch die immer wieder versandende und damit verflachende Havel im alten Planemündungsgebiet stark gefährdet und beeinträchtigt wurde.

### Nebenflüsse

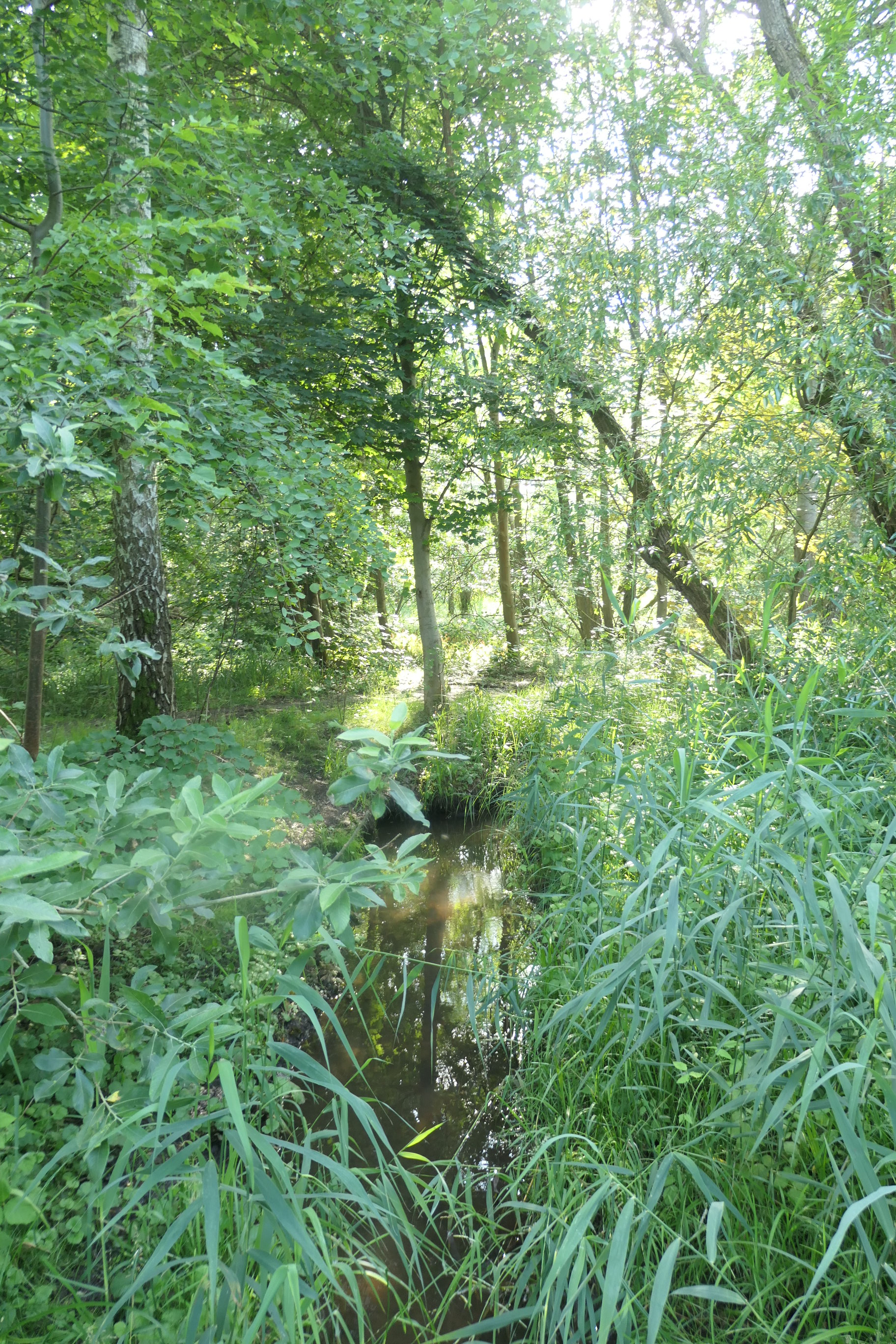
Der Belziger Bach, ein Nebenfluss der Plane, unterquert die Burgpromenade im FFH-Gebiet Belziger Bach

Nebenflüsse der Plane ab ihrer Quelle und deren Nebenflüsse sind:
- Buffbach
  - Adda
- Lühnsdorfer Bach
- Dahnsdorfer Bach
- Lange Mörza
- Belziger Bach
  - Lumpenbach
  - Springbach
  - Dallbach
  - Baitzer Bach
    - Streckebach
- Temnitz mit Quelle Hellbach und Unterlauf Sandfurthgraben
  - Bullenberger Bach beziehungsweise Klein Briesener Bach
    - Polsbach

  - Kalte Bache
  - Kleine Temnitz

Daneben nimmt die Plane und ihre Nebenflüsse eine Vielzahl künstlicher Fließgewässer beziehungsweise Gräben auf.

## Landschaftsbild
Die Plane, die mit recht sauberem Wasser auf ihrem Lauf einige Mäander durchläuft, ist einer der wenigen Flüsse in einer sonst eher quellarmen Landschaft, die sie durchfließt. Auf ihrem Weg passiert sie Wiesen, Weiden und Wälder. Ihre Ufer sind zumeist von Baumreihen bewachsen. Zu beiden Ufern der Plane nutzten zahlreiche Mühlen die Antriebskraft des Wassers.

## Flora und Fauna
Im Fluss leben neben anderen Fischarten beispielsweise Forellen. Der lateinische Name des heimischen Bachneunauges (Lampetra planeri) ist dem Namen des Flusses entlehnt. Unter anderem sind im Planetal zeitweilig Flussbiber und Kraniche ansässig. Im Quellgebiet der Plane trifft man sehr häufig den Kammmolch an, wo es auch einen künstlich angelegten Laichplatz gibt. Auf den Feuchtwiesen der Plane hat sich auch das Knabenkraut sowie das Buschwindröschen angesiedelt.

## Schutzgebiete
Im Verlauf durchfließt die Plane mehrere teilweise sich überlappende Schutzgebiete. So liegt der Fluss beispielsweise bis kurz vor Golzow im Naturpark Hoher Fläming und im Landschaftsschutzgebiet Hoher Fläming – Belziger Landschaftswiesen. Daneben ist das Quellgebiet als Naturschutzgebiet Planetal ausgewiesen. Die Unterschutzstellung erfolgte 1967. Ein weiteres Naturschutzgebiet nordwestlich Belzigs ist das Schutzgebiet Belziger Landschaftswiesen. Dieses ist auch Teil des SPA-Gebietes Unteres Rhinluch/Dreetzer See, Havelländisches Luch und Belziger Landschaftswiesen, wobei die Belziger Landschaftswiesen als Teil C ausgewiesen sind. Ebenfalls wurde die Plane in mehreren FFH-Gebieten unter Schutz genommen. Im Oberlauf heißt die Ausweisung Planetal, im Mittellauf Plane und im Unterlauf Plane Ergänzung. In seinem Unterlauf in der Stadt Brandenburg bis zu seiner Einmündung in den Breitlingssee liegt die Plane im Landschaftsschutzgebiet Brandenburger Wald- und Seengebiet. Das Mündungsgebiet selbst befindet sich in drei Schutzgebieten, im Naturschutzgebiet Stadthavel, im FFH-Gebiet Mittlere Havel Ergänzung und im SPA-Gebiet Mittlere Havelniederung. Mehrere Abschnitte im Verlauf der Plane wurden als Geschützte Biotope unter Schutz gestellt.

## Die Plane-Wassermühlen
Das vergleichsweise hohe Gefälle im Oberlauf der Plane ermöglichte im Mittelalter und frühen Neuzeit die Anlage von neun Wassermühlen. Auf einer Strecke von ca. 25 Kilometer fällt die Plane von ca. 103 m ü. NHN (Quellbereich) bis auf 49 m ü. NHN (bei Gömnigk). Im weiteren Verlauf der Plane (Planebruch) bis zur Mündung in den Breitlingsee (bei 28 m ü. NHN) folgten noch zwei weitere Wassermühlen bei Golzow und Göttin. Die Wassermühlen in der Übersicht (Reihenfolge von der Quelle zur Mündung):
- Rabener Wassermühle (Wassermühle 1496 belegt, 1506 Wassermühle mit einem Rad, 1858 Getreidemahl- und Sägemühle)
- Rädigker Wassermühle (1764 erstmals belegt, 1858 Getreidemahlmühle)Plane an der Wassermühle Gömnigk

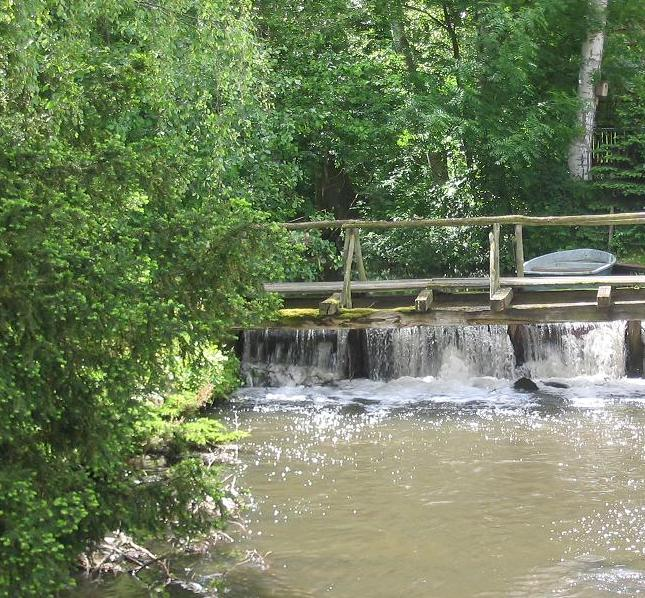
Plane an der Wassermühle Gömnigk

- Werdermühle (1426/27 erstmals genannt, 1506 Wassermühle mit drei Rädern, 1565 Mühle mit zwei Gängen, 1858 Getreidemahl-, Öl- und Sägemühle)
- Komthurmühle (1248 bereits genannt, 1858 Getreidemahlmühle)
- Neue Mühle (1726 Mühle errichtet, 1858 Getreidemahlmühle)
- Locktower Wassermühle (1496 bereits genannt, 1858 Getreidemahl- und Ölmühle)
- Wühlmühle (1565 vorhanden, 1858 Getreidemahl-, Öl-, Säge- und Walkmühle, früher Bosen-Mühle genannt)
- Neue Mühle bei Gömnigk (1858 Getreidemahl- und Ölmühle)
- Alte Mühle bei Gömnigk (1858 Getreidemahl- und Sägemühle)
- Golzower Wassermühle (1624 erwähnt: Wassermühle hat 2 Gänge, 1858 Getreidemahl-, Öl- und Sägemühle)
- Göttiner Wassermühle (1745: Wassermühle mit zwei Gängen, 1858 Getreidemahlmühle)